# Cazzola (Traversetolo)
Cazzola è una frazione del comune di Traversetolo, in provincia di Parma.
La località dista 2,88 km dal capoluogo.

## Geografia fisica
Cazzola sorge in posizione collinare sul versante destro della valle del torrente Masdone; sulla panoramica cima del monte più alto si erge alla quota di 298 m la chiesa di San Nicolò.
I versanti scoscesi ai lati della strada di crinale che conduce a Rivalta sono caratterizzati dalla presenza di calanchi, da cui affiorano numerosi fossili.

## Storia
La più antica testimonianza della presenza umana nella zona di Cazzola è costituita da una serie di manufatti litici risalenti al Paleolitico, rinvenuti tra il 1878 e il 1883 da Pellegrino Strobel.
Il villaggio di Cazzola sorse in epoca medievale; risale al 1230 la più antica testimonianza dell'esistenza della chiesa.
Il borgo divenne popoloso nei due secoli seguenti, quando dipendeva dal vicino castello di Rivalta appartenente ai Rossi. Tuttavia, durante gli scontri che opposero la famiglia ai Terzi nei primissimi anni del XV secolo, nel 1403 il paese fu dato alle fiamme dagli abitanti di Guardasone e dai Torelli e quasi completamente distrutto; Cazzola cadde in un profondo declino e subì un drastico spopolamento.
Nel 1464 Pier Maria II de' Rossi assegnò nel testamento numerosi feudi, tra cui anche Cazzola, a Ottaviano, che, pur risultando formalmente figlio di Bianca Pellegrini, sua amante, e del marito Melchiorre Arluno, in realtà era molto più probabilmente figlio naturale del conte. Tuttavia, Ottaviano premorì a Pier Maria, perciò i beni a lui destinati furono assegnati all'erede principale Guido.
In seguito alla disastrosa guerra dei Rossi avviata agli inizi del 1482, il feudo di Rivalta, comprendente anche Cazzola, fu requisito dal duca di Milano Ludovico il Moro; quest'ultimo nel 1484 lo restituì al Comune di Parma, che ne deteneva il possesso nel XIV secolo.
Successivamente le terre furono assegnate ai conti Sforza di Santa Fiora ed ereditate nel 1707 dal duca di Onano Federico III Sforza, che dal 1673 aveva aggiunto al proprio il cognome della moglie Livia, dando origine alla famiglia Sforza Cesarini; la casata mantenne i diritti feudali sul luogo fino alla loro abolizione sancita da Napoleone per l'ex ducato di Parma e Piacenza nel 1805.
Nel 1806 Cazzola fu separata da Rivalta e fu annessa al nuovo comune (o mairie) di Traversetolo.

## Monumenti e luoghi d'interesse

### Chiesa di San Nicolò

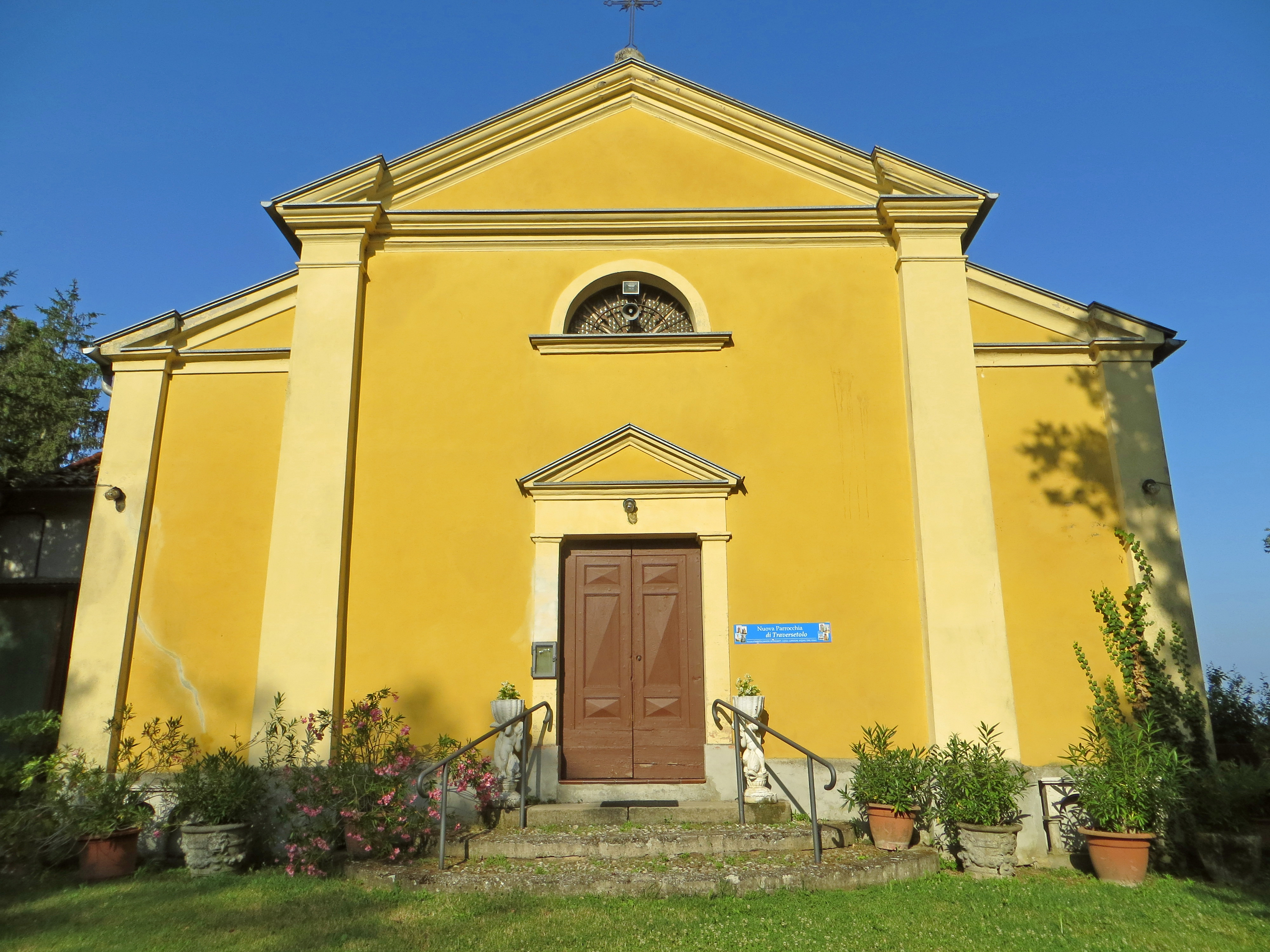
Chiesa di San Nicolò

Menzionata per la prima volta nel 1230, la chiesa romanica fu restaurata e ampliata nel 1628; ristrutturata nella prima metà del XX secolo con la ricostruzione della facciata in stile neoclassico e la realizzazione delle volte a botte di copertura, fu risistemata nel sagrato nella seconda metà del secolo; il luogo di culto conserva dell'originaria struttura medievale la zona absidale in pietra, decorata con una fascia ad archetti pensili.